# Trường hữu hạn
Trong toán học, một trường hữu hạn là một trường chứa một số hữu hạn các phần tử. Ví dụ phổ biến nhất của các trường hữu hạn là các số nguyên mod p với p là số nguyên tố.

## Tính chất
Số lượng phần tử của một trường hữu hạn được gọi là cấp hoặc bậc của nó, hoặc đôi khi, kích thước của nó. Trường hữu hạn cấp q tồn tại khi và chỉ khi q là một lũy thừa nguyên tố pk (trong đó p là số nguyên tố và k là số nguyên dương). Trong cấp pk, tổng của p lần bất kỳ phần tử nào luôn có kết quả bằng 0; tức là, đặc số của trường là p.
Nếu {\displaystyle q=p^{k},} tất cả các trường cấp q là đẳng cấu.  Hơn nữa, một trường không thể chứa hai trường con hữu hạn khác nhau có cùng cấp. Do đó, người ta có thể xác định tất cả các trường hữu hạn có cùng cấp và chúng được ký hiệu là {\displaystyle \mathbb {F} _{q}}, Fq hoặc GF(q).
Tất cả các phần tử của một trường hữu hạn cấp q đều là nghiệm của đa thức Xq − X. Các phần tử khác không của một trường hữu hạn tạo thành một nhóm nhân. Nhóm này là xiclic, vì vậy tất cả các phần tử khác không có thể được biểu diễn dưới dạng lũy thừa của một phần tử duy nhất gọi là phần tử nguyên thủy của trường. (Nói chung một trường có nhiều hơn một phần tử nguyên thủy.)
{\displaystyle {\rm {GF}}(q)={\rm {GF}}(p)[X]/(P)}

## Sự tồn tại và tính duy nhất
Đặt q = pn là một lũy thừa nguyên tố và {\displaystyle F} là trường phân rã của đa thức
{\displaystyle P=X^{q}-X}
trên trường GF(p). Thế thì {\displaystyle F} là một trường hữu hạn có cấp bằng {\displaystyle q}.
Việc mọi trường cấp {\displaystyle q} đều đẳng cấu với nhau là hệ quả của tính duy nhất xê xích một đẳng cấu của trường phân rã. Ngoài ra, nếu một trường F có một trường con {\displaystyle K} với cấp q'  = pk  thì các phần tử của {\displaystyle K} là các nghiệm của đa thức Xq' - X và {\displaystyle K} là trường con cấp {\displaystyle q'} duy nhất của {\displaystyle F}.

## Xây dựng tường minh

### Các trường không nguyên tố
Với một lũy thừa nguyên tố q = pn với p số nguyên tố và n > 1, trường GF(q) có thể được xây dựng tường minh như sau. Đầu tiên ta chọn một đa thức bất khả quy P trong GF(p)[X] sao cho bậc của {\displaystyle P} bằng n (định lý - luôn tồn tại một đa thức như vậy). Thế thì vành thương
{\displaystyle {\rm {GF}}(q)={\rm {GF}}(p)[X]/(P).}
của vành đa thức GF(p)[X] bởi i-đê-an chính sinh bởi P là một trường cấp q.

### Trường bốn phần tử
Trên GF(2), chỉ có một đa thức bất khả quy bậc 2 duy nhất:
{\displaystyle X^{2}+X+1}
Do đó, ta có một đẳng cấu {\displaystyle GF(4)\simeq GF(2)[X]/(X^{2}+X+1)}.
Nếu ký hiệu α là một nghiệm của đa thức {\displaystyle P} trong GF(4), ta có bảng các phép toán trong GF(4) như sau.  
| +     | 0     | 1     | α     | 1 + α |
| ----- | ----- | ----- | ----- | ----- |
| 0     | 0     | 1     | α     | 1 + α |
| 1     | 1     | 0     | 1 + α | α     |
| α     | α     | 1 + α | 0     | 1     |
| 1 + α | 1 + α | α     | 1     | 0     |

| ×     | 0 | 1     | α     | 1 + α |
| ----- | - | ----- | ----- | ----- |
| 0     | 0 | 0     | 0     | 0     |
| 1     | 0 | 1     | α     | 1 + α |
| α     | 0 | α     | 1 + α | 1     |
| 1 + α | 0 | 1 + α | 1     | α     |

| x/y   | 0 | 1     | α     | 1 + α |
| ----- | - | ----- | ----- | ----- |
| 0     | — | 0     | 0     | 0     |
| 1     | — | 1     | 1 + α | α     |
| α     | — | α     | 1     | 1 + α |
| 1 + α | — | 1 + α | α     | 1     |